# François-Antoine de La Boissière
François-Antoine de la Boissière, (Perpinyà (Rosselló, 25 de setembre de 1734 - Perpinyà, Pirineus Orientals, 9 d'agost de 1808) fou un eclesiàstic i polític francès.
Canonge del capítol de la catedral Sant Joan Baptista de Perpinyà i vicari general de la diòcesi d'Elna. Va ser elegit, el 21 d'abril de 1789, diputat del clergat als Estats generals de 1789 per la vegueria de Perpinyà.
Membre de l'Assemblea nacional constituent, hi va seure a dreta i rebutjà de prestar jurament a la «constitució civil del clergat».